# Calliandra pauciflora
Calliandra pauciflora là một loài thực vật có hoa trong họ Đậu. Loài này được (A.Rich.) Griseb. miêu tả khoa học đầu tiên.